# سوق السراي

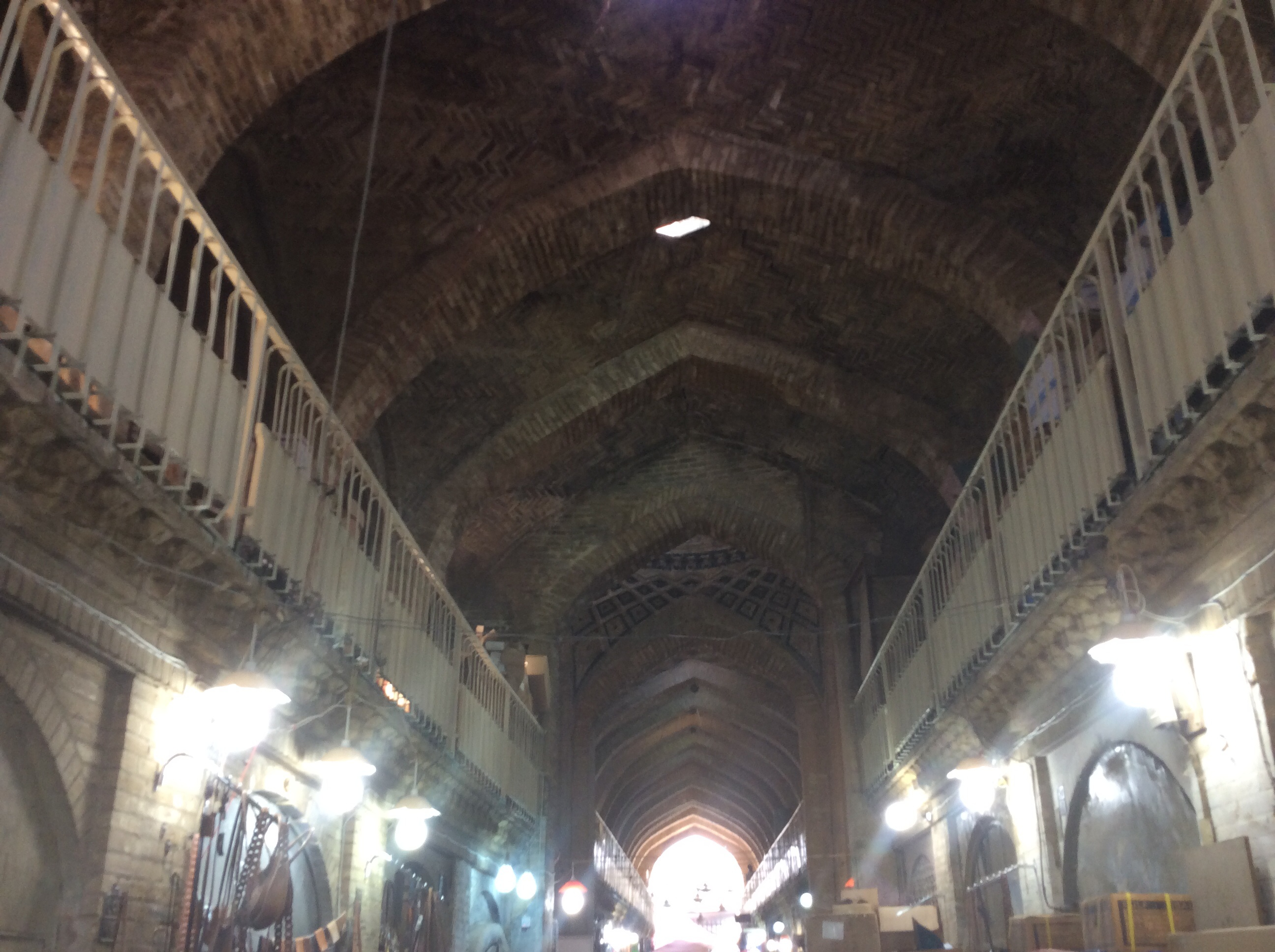
سوق السراي

يقع سوق السراي في بغداد بالقرب من شارع الرشيد وفي نهاية شارع المتنبي، ويشتهر ويعرف هذا السوق حالياً بتجارة الدفاتر والأوراق والكتب المدرسية واشتهر سابقاً بصناعة وتجارة الجلود الطبيعية فسمي سوق السراجين. والآن يباع فيهِ مختلف أنواع القرطاسية من دفاتر وأقلام وأدوات مكتبية. وتتكدس المحلات بأنواع القرطاسية على جانبي هذا السوق الذي لا يتعدى طوله 300 متر ولا يزيد عرض ممر المشاة فيه عن ثلاثة أمتار. وهو امتداد لسوق شارع المتنبي وضمن محلة جديد حسن باشا، ويعتبر سوق السراي من أقدم الأسواق في بغداد. ولقد تزامن بناؤه مع بناء جامع الوزير حسن باشا، ابن الوزير محمد باشا عام 1660م. 

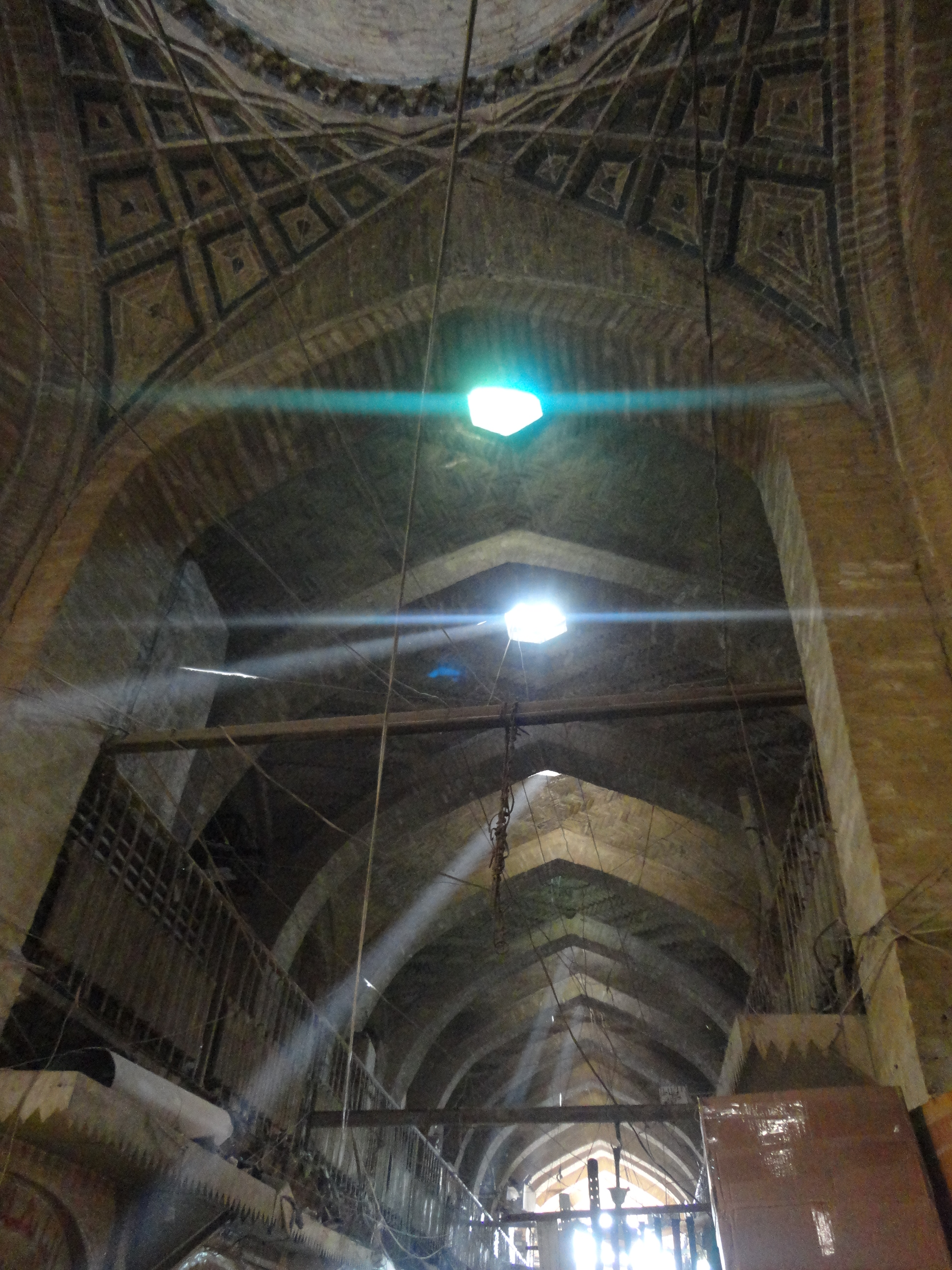
سوق السراجين

والسوق كان يسمى سوق السراجين وصار الآن سوق السراجين بجواره وكانت تسميته مقترنة بوظيفته الجغرافية ولم يكن حتى ذاك الوقت قد امتلك شخصية سوق المكتبات والوراقين، الذي اشتهر سابقاً بصناعة وتجارة الجلود الطبيعية وجاءت تسميته نسبة لصناعة سروج الخيل في عهد الدولة العثمانية ولقد كان معنياً بالخدمات المرتبطة بأعمال الموظفين والمراجعين لدوائر الحكومة، ومنها دائرة متصرفية لواء بغداد مقابل القشلة.

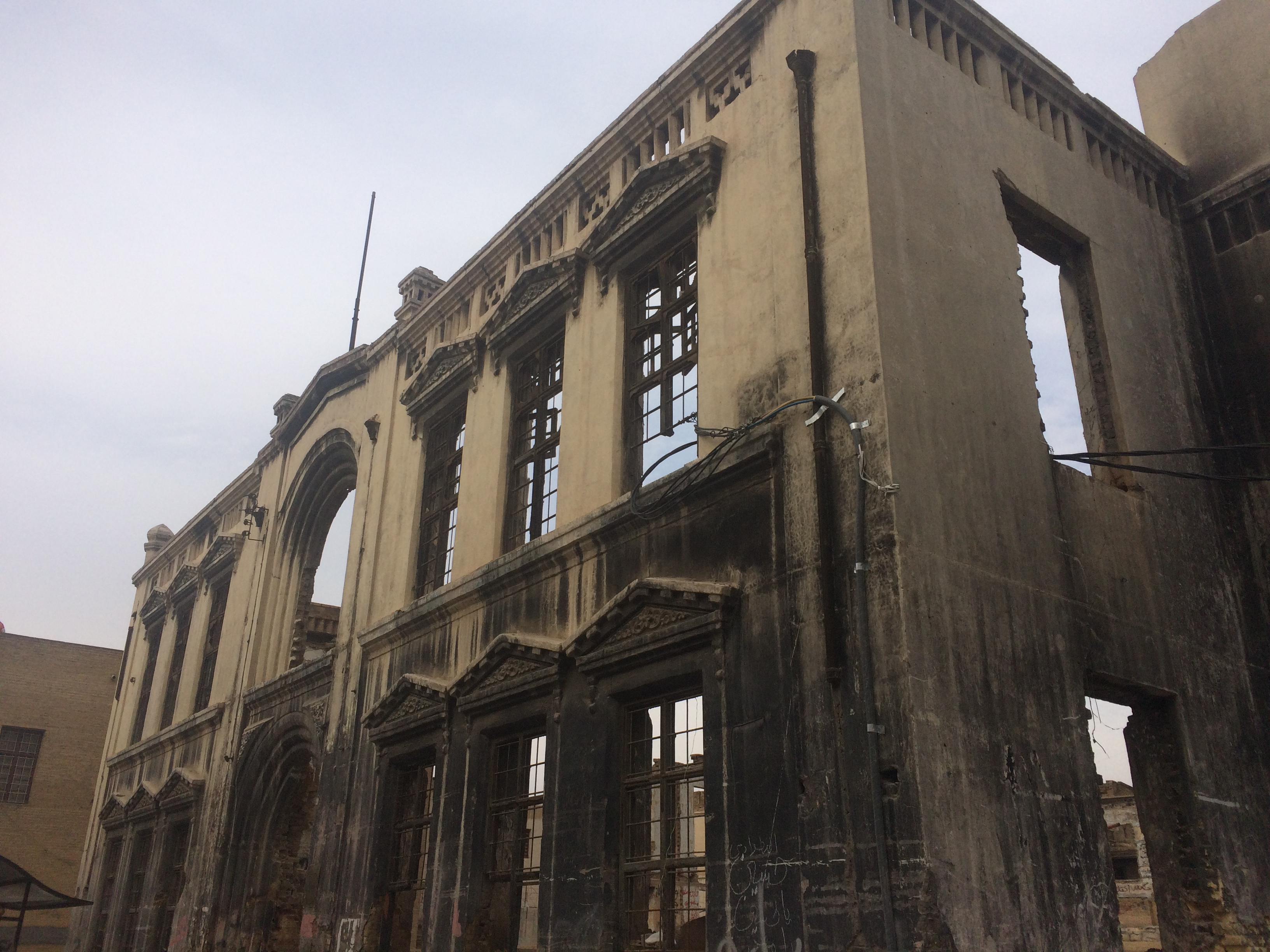
ما تبقى من آثار مبنى متصرفية لواء بغداد في شارع السراي ومقابل مبنى القشلة في عام 2017 ولقد بني في عهد المملكة العراقية عام 1934

وكان قد عرف قبل ذلك في القرن الخامس عشر الميلادي بسوق الجبقجية أي أصحاب مهنة (صناعة آلة التدخين) وأصحاب الحرف والمهن الجلدية والساعجية وغيرها من المهن ويلاصق سوق السراي من جهة النهر مبنى المدرسة الإعدادية العسكرية في عهد الدولة العثمانية التي شغلت فيما بعد من قبل المحاكم المدنية ومن ثم مبنى متصرفية لواء بغداد، والتي يقابلها في شارع السراي مبنى القشلة التي كانت مقرا للحكومة العراقية إلى عقد الستينيات من القرن العشرين، وكان يوجد في مدخل سوق السراي مخابز للصمون في عهد الدولة العثمانية تسمى (الأكمكخانة) مقابل مقهى الشابندر، ومن أشهر ما كان يباع فيه كبة السراي التي تعتبر من ألذ الأكلات العراقية وأشهرها.